# Айлант высочайший
Айла́нт высоча́йший (лат. Ailánthus altíssima) — дерево; вид рода Айлант семейства Симарубовые.

## Распространение и среда обитания
Родиной айланта высочайшего является Китай, где дерево издавна культивируется для разведения айлантового шелкопряда.
Культивируется в Европе и Северной Америке в качестве озеленительного и декоративного растения. В Россию завезён в 1751 году, растёт на Северном Кавказе, в Ростове-на-Дону, Астрахани и Волгограде, где сильно подмерзает зимой, хорошо чувствует себя в Ростовской области, Краснодарском крае, где зиму переносит легче. Обычен в городах южных областей Украины, используется для озеленения Алешковских песков.
Дерево нетребовательно к почве и засухоустойчиво. Образует обильные корневые отпрыски. Во многих местах одичало, образует заросли вдоль дорог, по оврагам, у заброшенных строений.

## Вредоносность
В Крыму, особенно на южном берегу, айлант высочайший благодаря своей способности к образованию корневых отпрысков и тому, что из-за его специфического запаха у него нет природных врагов, образует густые заросли и вытесняет местные виды.
Включён в список регулируемых некарантинных вредных организмов на территории Российской Федерации Перечня карантинных объектов.

## Ботаническое описание

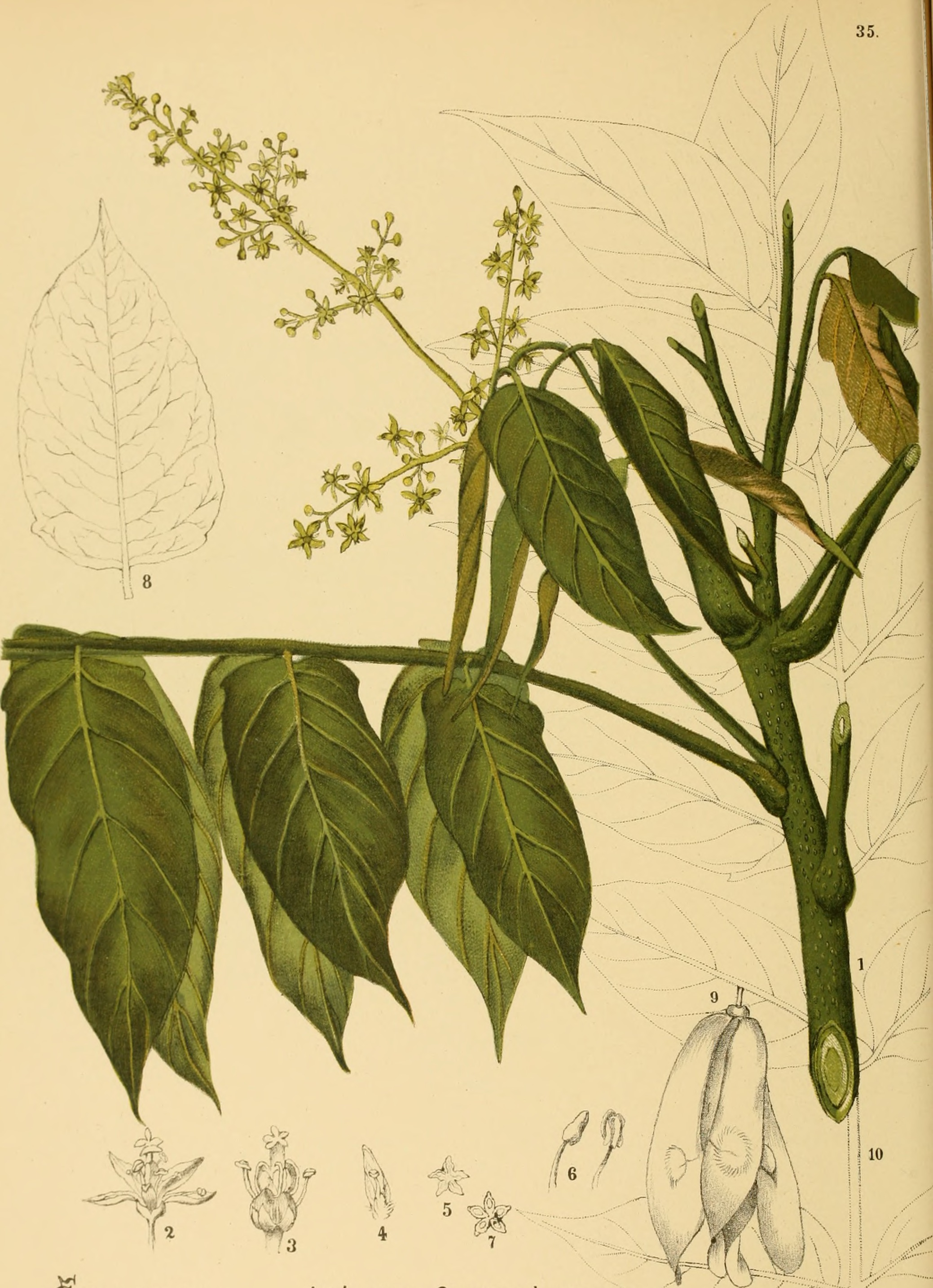
Ботаническая иллюстрация из книги American medicinal plants : an illustrated and descriptive guide to the American plants used as homopathic remedies : their history, preparation, chemistry, and physiological effects, 1887

Дерево быстро растёт, достигая высоты 20—30 м, за что в англоязычных странах получило прозвище Дерево небес (англ. Tree of Heaven).
Листья очерёдные сложные, непарноперистые, длиной до 60 см, а у поросли до 1 м, похожи на листья пальм, поэтому в США его иногда называют пальмой гетто (англ. ghetto palm). При растирании источают неприятный специфический аромат.
Цветки однополые душистые, в конечных метельчатых соцветиях длиной до 20 см.
Плод — крылатка. Семена ядовиты

## Названия
Название происходит от ailanto, что на одном из индонезийских диалектов значит «дерево богов».
Народные названия растения — «китайский ясень», «китайская бузина», «уксусное дерево», «вонючка», «чумак», «рай-дерево», «божье дерево».

## Хозяйственное значение и применение
Айлант высочайший содержит горькое вещество айлантин. В плодах до 60 % жирного масла. Эссенция из молодых побегов, цветков и молодой коры или тинктура из зрелых плодов применяется в гомеопатии и в тибетской медицине.
Листья служат кормом айлантового шелкопряда.

## Ботаническая классификация

### Синонимы
По данным The Plant List на 2013 год, в синонимику вида входят:
- Ailanthus cacodendron (Ehrh.) Schinz & Thell.
- Ailanthus erythrocarpa Carrière
- Ailanthus esquirolii H.Lév.
- Ailanthus giraldii Dode
- Ailanthus glandulosa Desf.
- Ailanthus japonica K.Koch
- Ailanthus japonica Dippel
- Ailanthus peregrina (Buc'hoz) F.A.Barkley
- Ailanthus pongelion J.F.Gmel.
- Ailanthus procera Salisb.
- Ailanthus rhodoptera F.Muell.
- Ailanthus rubra H.Jaeger
- Ailanthus sinensis Dum.Cours., nom. illeg.
- Ailanthus vilmoriniana Dode
- Albonia peregrina Buc'hoz
- Choerospondias auriculata D.Chandra
- Pongelion cacodendron (Ehrh.) Farw.
- Pongelion glandulosum (Desf.) Pierre
- Pongelion vilmorinianum (Dode) Tiegh., nom. inval.
- Rhus cacodendron Ehrh.
- Rhus sinensis Houtt.
- Toxicodendron altissimum Mill.basionym